# Antiochette

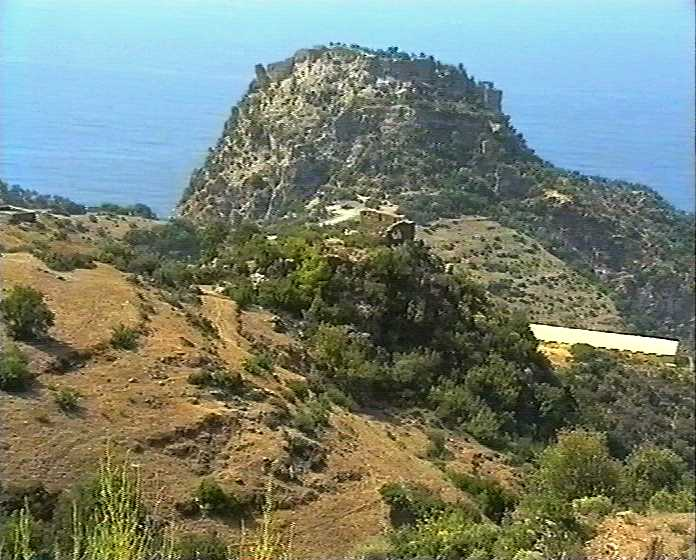
Photographie du site de la ville.

Antiocha ad Cragum ou Antioche du Cragus (en grec : Αντιόχεια του Κράγου) ou Antiochette ou Antiochia Parva (la petite Antioche en latin) est une ancienne cité située sur le mont Cragus, qui surplombe la mer Méditerranée en Cilicie, aujourd'hui en Turquie. Le site est situé près du village de Güneköy, dans le district de Gazipaşa, au sein de la province d'Antalya.

## Histoire

Carte du royaume arménien de Cilicie, incluant Antiochette, alors appelée Antiochia Mikra, sur la côte sud.

La cité est fondée en -170 par Antiochos IV, le souverain des Séleucides. Il en fait un lieu de frappe de la monnaie, rôle que la cité garde au moins jusqu'au règne de l'empereur romain Valérien. La ville est incluse dans l'Empire romain puis dans l'Empire byzantin, essuyant parfois les raids des Arabes avec l'expansion de l'islam. Elle est ensuite incorporée dans le royaume de Petite Arménie à partir du XIIe siècle, avant d'être prise par les chevaliers de l'Ordre de Saint-Jean de Jérusalem en 1332. C'est à cette date qu'elle est régulièrement appelée Antiochette ou Antiochetta voire Antiochia Parva. 
Les vestiges de la cité comprennent les restes des fortifications, des thermes, de chapelles, d'une nécropole romaine et d'importantes mosaïques romaines,.

## Evêché
Dans les temps byzantins, la cité d'Antiochia Parva est le siège d'un épiscopat, inclus dans la province romaine d'Isaurie et, plus largement, dans le diocèse d'Antioche dominé par le patriarcat d'Antioche. Elle est un siège suffragant de l'archevêché de Séleucie.
Plusieurs noms d'évêques nous sont parvenus, dont : 
- Antonius, qui prend part au premier concile de Nicée en 325 ;
- Théodose qui prend part au premier concile de Constantinople en 381 ;
- Acace qui fait partie des pères du concile de Chalcédoine en 451 ;
- Zacharie qui prend part au concile in Trullo en 692 ;
- Théophane, qui assiste concile de Constantinople en 879-880.

Le siège catholique romain n'est plus occupé depuis 1964 et fait désormais partie de la liste des sièges titulaires ou supprimés de l'Église catholique.